# Дон Кенді
Дон Кенді (англ. Don Candy; 31 березня 1929 — 14 червня 2020) — колишній австралійський тенісист.
Перемагав на турнірах Великого шолома в парному розряді.

## Фінали турнірів Великого шолома

### Парний розряд (1–6)
| Результат | Рік  | Турнір                     | Партнер              | Суперники                    | Рахунок              |
| --------- | ---- | -------------------------- | -------------------- | ---------------------------- | -------------------- |
| Поразка   | 1951 | Національний чемпіонат США | Мервін Роуз          | Кен Мак-Грегор Френк Седжмен | 8–10, 4–6, 6–4, 5–7  |
| Поразка   | 1952 | Чемпіонат Австралії        | Мервін Роуз          | Кен Мак-Грегор Френк Седжмен | 4–6, 5–7, 3–6        |
| Поразка   | 1953 | Чемпіонат Австралії        | Мервін Роуз          | Лью Гоуд Кен Роузволл        | 11–9, 4–6, 8–10, 4–6 |
| Поразка   | 1956 | Чемпіонат Австралії        | Мервін Роуз          | Лью Гоуд Кен Роузволл        | 8–10, 11–13, 4–6     |
| Перемога  | 1956 | Чемпіонат Франції          | Боб Перрі (тенісист) | Ешлі Купер Лью Гоуд          | 7–5, 6–3, 6–3        |
| Поразка   | 1957 | Чемпіонат Франції          | Мервін Роуз          | Мал Андерсон Ешлі Купер      | 3–6, 0–6, 3–6        |
| Поразка   | 1959 | Чемпіонат Австралії        | Роберт Гау           | Род Лейвер Боб Марк          | 7–9, 4–6, 2–6        |